# Любокут
Любокут — колишнє село у Пологівському районі Запорізької області.
Запорізька обласна рада рішенням від 26 червня 2007 року у Пологівському районі виключила з облікових даних село Любокут Воскресенської сільради.